# 498

## Úmrtí
- 19. listopadu – Anastasius II., papež

## Hlavy států
- Papež – Anastasius II. (496–498) » Symmachus (498–514)
- Byzantská říše – Anastasius I. (491–518)
- Franská říše – Chlodvík I. (481–511)
- Perská říše – Zámásp (496–499)
- Ostrogóti – Theodorich Veliký (474–526)
- Vizigóti – Alarich II. (484–507)
- Vandalové – Thrasamund (496–523)